# The Ultimate Collection (álbum de The Kinks)
The Ultimate Collection es un álbum recopilatorio de la banda británica de rock The Kinks, lanzado en el Reino Unido a través de Castle Communications en 2002.
El álbum incluye todos sus éxitos desde su álbum debut Kinks (1964) hasta su álbum de 1984 Word of Mouth. Se lanzó en una versión de 2 CD, donde el primero se centra en sus grandes éxitos y el segundo en rarezas y algunas favoritas del público. 

## Lista de canciones
Todas las canciones compuestas por Ray Davies, excepto donde se indique lo contrario.

### Disc0 1
1. "You Really Got Me"
2. "All Day and All of the Night"
3. "Tired of Waiting for You"
4. "Everybody's Gonna Be Happy"
5. "Set Me Free"
6. "See My Friends"
7. "Till the End of the Day"
8. "Dedicated Follower of Fashion"
9. "Sunny Afternoon"
10. "Dead End Street"
11. "Waterloo Sunset"
12. "Death of a Clown" (Dave Davies)
13. "Autumn Almanac"
14. "Susannah's Still Alive" (Dave Davies)
15. "Wonderboy"
16. "Days"
17. "Plastic Man"
18. "Victoria"
19. "Lola" (stereo Coca-Cola version)
20. "Apeman"
21. "Supersonic Rocket Ship"
22. "Better Things"
23. "Come Dancing"
24. "Don't Forget to Dance"

### Disco 2
1. "David Watts"
2. "Stop Your Sobbing"
3. "Dandy"
4. "Mr. Pleasant"
5. "I Gotta Move"
6. "Who'll Be the Next in Line"
7. "I Need You"
8. "Where Have All the Good Times Gone?"
9. "Sittin' on My Sofa"
10. "A Well Respected Man"
11. "I'm Not Like Everybody Else"
12. "Love Me Till the Sun Shines" (Dave Davies)
13. "She's Got Everything"
14. "Starstruck"
15. "Shangri-La"
16. "God's Children"
17. "Celluloid Heroes"
18. "(Wish I Could Fly Like) Superman"
19. "Do It Again"
20. "Living On A Thin Line" (Dave Davies)